# 董中言
董中言（1487年—？），字慎已（一作慎巳），山東青州府蒙陰縣人，民籍，明朝政治人物。

## 生平
山東鄉試第三十五名舉人。正德十六年（1521年）中式辛巳科會試第六十七名，登第三甲第七十七名進士。五月改翰林院庶吉士，官至员外郎。

## 家族
曾祖董威；祖父董鳳；父董愷，曾任訓導。母張氏。具慶下。兄中立（義官）、中行。